# Cabrera-systemet

Cabrera-systemet gör det lätt att bestämma hjärtats elektriska axel.

Cabrera-systemet är en konvention för att presentera extremitetsavledningarna i ett 12-avlednings elektrokardiogram  som bildar en logisk sekvens som hjälper till i tolkning av EKG,  speciellt för att bestämma hjärtats elektriska axel i frontalplanet. 

## Princip
Med omvänd polaritet på avledning aVR presenteras EKG-komplex i ordningen (aVL, I, -aVR, II, aVF, III). Genom att bestämma i vilken riktning den maximala EKG-vektorn "pekar", dvs i vilken avledning det finns mest positiv amplitud, kan man bestämma den elektriska axeln - se diagram. Exempel: Om avledning I har den högsta amplituden (högre än aVL eller -aVR), är axeln ungefär 0°. Omvänt, om ledning III har den mest negativa amplituden betyder det att vektorn pekar bort från denna ledning, dvs mot -60°. 
Tolkning av elaxel brukar göras enligt följande:
- Normal elaxel: -30° till +90°
- Vänsterställd elaxel : -30° till -90°
- Högerställd elaxel : +90° till +180°
- Extrem elaxelavvikelse: -90° till -180°

Cabrera cirkel